# 오거스트 에임스

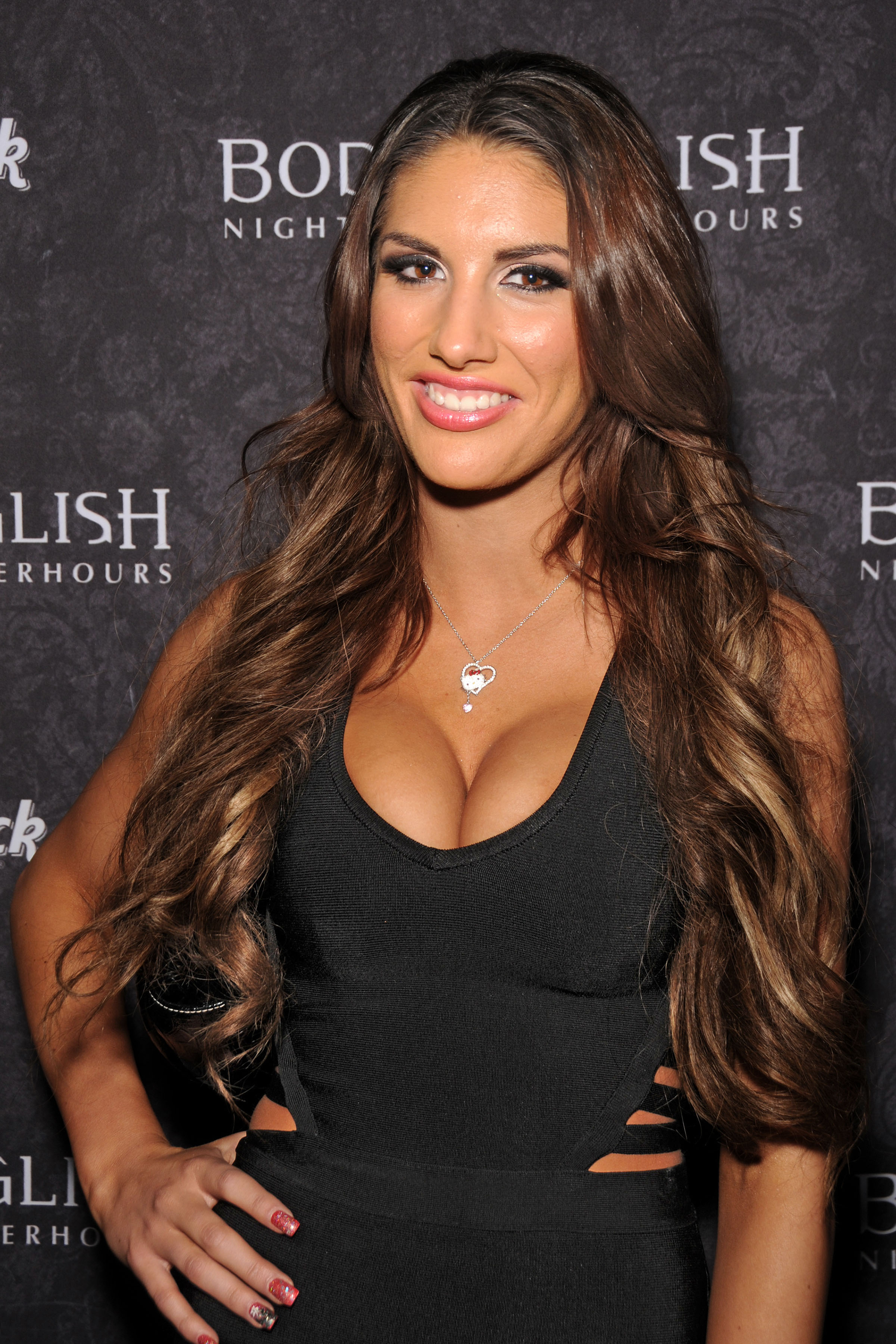
2014년의 오거스트 에임스

오거스트 에임스(영어: August Ames, 1994년 8월 23일 ~ 2017년 12월 5일)는 캐나다 포르노 배우였다. 100편 이상의 포르노 영화에 출연했으며 여러 AVN 어워드 후보에 올랐었다. 2017년 23세의 나이로 에임스는 자신이 게시한 트윗에 대한 소셜 미디어의 반발로 자살했다. 일부 사람이 그 트윗을 동성애혐오적인 것으로 인식했기 때문이었다.